# Вильерс, Кристофер, 1-й граф Англси
Кристофер Вильерс, также известный как Кит Вильерс (англ. Christopher Villiers, 1st Earl of Anglesey; ок. 1593 — 3 апреля 1630) — английский аристократ, с 1623 года граф Англси и барон Вильерс из Давентри. Возвысился благодаря своему брату Джорджу, 1-му герцогу Бекингему, фавориту Якова I.

## Биография
Кристофер Вильерс родился приблизительно в 1593 году и стал третьим сыном сэра Джорджа Вильерса из Бруксби, Лестершир, и Мэри Бомонт. У него было два родных брата, Джордж Вильерс, последовательно виконт Вильерс (1616), затем граф, маркиз и герог Бекингем, и Джон Вильерс, 1-й виконт Пурбек, а также сестра Сьюзен, жена графа Уильяма Филдинга, 1-го графа Денби; в то время как сэр Эдвард Вильерс и Уильям Вильерс были его сводными братьями.
В юности Кристофера Вильерса описывали как «непривлекательного и неразумного», но он разделил удачу своей семьи, проистекающую из положения его брата Джорджа как фаворита короля. В 1617 году он был назначен камер-юнкером короля Якова I Стюарта, а 7 марта 1617/18 года ему была предоставлена рента в размере 200 фунтов стерлингов.
В декабре 1617 года сэр Роберт Наунтон (1563—1635), мужчина средних лет, не имеющий сыновей, был назначен государственным секретарем при условии, что Кристофер Вильерс станет его наследником, и при его жизни Вильерс получал от поместий Наунтона доход в 500 фунтов стерлингов в год. Вильерсу была предоставлена доля в монополии на золотую и серебряную нить, в отношении которой он был разочарован, получив всего лишь 150 фунтов стерлингов, но он также имел значительный доход от патента на пивные дома. В связи с этим в парламенте его обвинили в злоупотреблении служебным положением, но обвинения были сняты. В 1620 году Кристофер Вильерс надеялся стать правителем гардеробной, что закрепило бы его положение при дворе.
Кристофер Вильерс искал наследницу для женитьбы, но безуспешно пытался получить руку единственной дочери сэра Себастьяна Харви, богатого купца из лондонского Сити, и Элизабет Норрис, дочери Фрэнсиса Норриса, 1-го графа Беркшира, и Бриджит де Вер. 16 февраля 1621/22 года, через несколько недель после самоубийства лорда Беркшира 29 января, Джон Чемберлен (автор серии писем) написал сэру Дадли Карлтону:
Ваш брат Карлтон… пишет далее, что Коронеру отправлены письма, что доказательства, касающиеся способа смерти графа Беркшира, не должны привлекать к себе внимания, но дело должно быть сделано настолько справедливо, насколько это возможно. Принято считать, что Кит Вильерс увезет его дочь. Несмотря на все, что я слышал или могу узнать, я не вижу никакой причины для столь отчаянного решения, кроме того, что у него было laesum principium [сумасшествие мозга] и недостаток благодати Божией
.
Вместо этого эту наследницу выиграл Эдвард Рэй, ещё один джентльмен из королевской спальни, и Джозеф Мид написал сэру Мартину Стьютвиллю 13 апреля 1622 года: «Мистер Рэй изгнан из [уволен с должности] спальни за женитьбу на покойном графе. дочери Беркшира, которую искал Кит Вильерс». 22 июня 1622 года Чемберлен написал Карлтону: «Мир также говорит о различных [разных] новых графах, которые будут сделаны — как Кит Вильерс, если его удастся отобрать у его девицы, графа Беркшира».
Затем Кристофер Вильерс женился на Элизабет (ум. 12 апреля 1662), дочери и наследнице Томаса Шелдона из Хоули, Лестершир . 18 апреля 1623 года Кристофер Вильерс был удостоен звания графа Англси и барона Вильерса из Давентри. Этот вопрос обсуждался уже больше года, когда король пытался убедить Вильерса отказаться от любовницы, но в конечном итоге ему это не удалось. 19 апреля Чемберлен возобновил свои письма Карлтону:
…Но, чтобы оказать большую милость лорду Бекингему в его отсутствие, его брат, Кит Вильерс, в настоящее время должен быть сделан бароном Давентри и графом Англси с предоставлением земли в размере 100 фунтов стерлингов, старой арендной платы и дар леса, который будет продан или приложен; так что его дама и кузина похожи на достойную графиню
.
Если бы он обладал большими способностями, Кристофер Вильерс, возможно, надеялся бы получить важные посты при королевском дворе, но, как он признался своему могущественному брату в 1627 году, его «недостаток продвижения по службе проистекал из его собственного недостоинства, а не из-за нежелания герцога» . Он был известен своей большой любовью к алкоголю, и вскоре после смерти Якова I 27 марта 1625 года он исчез из королевского двора, поскольку ходили слухи, что новый король Карл I отказался принять его. из-за его пьянства. Джозеф Мид писал сэру Мартину Стьютвиллю 23 апреля 1625 года:
Здесь ходили разговоры о том, что граф Англси (Кит Вильерс) был изгнан из двора. Основанием слуха, как я слышал вчера, было то, что, когда некоторые влиятельные люди подали иск о том, чтобы он снова был приведен к присяге в спальне, король отрицал это, говоря, что он не допустит пьяниц в своей спальне
.
Назначение Кристофера Вильерса магистром мантий была прервано со смертью старого короля Якова I, и король Карл I Стюарт отдал предпочтение лорду Комптону, который служил ему в этом качестве при принце Уэльском. По словам одного историка того периода, Кристофер Вильерс «обобщал всё сомнительное и коррумпированное при дворе Якова I».
Его брат Джордж Вильерс, герцог Бекингем, скончался 23 августа 1628 года. Несмотря на это, в декабре 1628 года Кристофер Вильерс получил должность хранителя дворца Хэмптон-Корта, а в марте 1629 года он стал также хранителем Буши-парка. Считалось, что он купил возвращение должности канцлера казначейства у Эдварда Барретта, 1-го лорда Барретта из Ньюбурга, но он умер в Виндзоре 3 апреля 1630 года. 12 апреля он был похоронен там в часовне Святого Георгия.
На момент смерти Вильерс жил в Эшли-Парке, Уолтон-он-Темс. Его вдова, Элизабет, графиня Англси, вышла замуж во второй раз за Бенджамина Уэстона (1614 — до 1673), эсквайра, и они продолжали жить там. Титулы и поместья Вильерса сначала перешли к его единственному сыну Чарльзу, который умер бездетным 4 февраля 1661 года. Чарльз женился на вдове своего кузена Уильяма Вильерса, 2-го виконта Грандисона. Когда она умерла, многие поместья перешли к дочери Вильерса, Энн, вдове Томаса Сэвила, 1-го графа Сассекса (1590—1659).
У Критофера Вильерса и Элизабет было двое детей:
- Леди Энн Вильерс (ум. между февралем 1660/1661 — 1 июля 1670), 1-й муж — Томас Сэвил, 1-й граф Сассекс; 2-й муж — Ричард Пелсон
- Чарльз Вильерс, 2-й граф Англси (ок. 1627 — февраль 1661), преемник отца. С 1648 года женат на Мэри Бэйнинг (1623—1672), дочери Пола Бэйнинга, 1-го виконта Бэйнинга.